# Handen som gungar vaggan
Handen som gungar vaggan (engelsk originaltitel: The Hand That Rocks the Cradle) är en amerikansk thrillerfilm från 1992 i regi av Curtis Hanson.

## Handling
Filmen handlar om den unga kvinnan Claire Bartel (Annabella Sciorra), som är gift med Michael (Matt McCoy). De har en liten dotter, Emma (Madeline Zima), och Claire väntar sitt andra barn. Under en gynekologundersökning blir Claire ofredad av läkaren dr Mott (John de Lancie). Hon anmäler honom och efteråt vågar också flera andra kvinnor anmäla läkaren för sexuellt ofredande. När dr Mott inser att hans karriär är slut begår han självmord. Han efterlämnar sin fru (Rebecca De Mornay), som är gravid. Hennes makes död medför förutom stressen även att hon hamnar i ett svårt finansiellt läge. Belastningen blir för mycket för mrs Mott, hon nedkommer för tidigt och barnet, en pojke, dör omedelbart efter förlossningen. Efter det får Mrs Mott veta att hon inte längre kan bli med barn. När hon ligger förtvivlad i sin säng på sjukhus tittar hon på TV och råkar se nyheter om sin man och Claire Bartel. Claire nämns vid namn och mrs Mott, som anser att Claires anmälan har orsakat hennes olycka, bestämmer sig för att hämnas.
Sex månader senare, efter att Claire har fött sonen Joey, behöver familjen Bartel en barnflicka. Mrs Mott, som nu använder täcknamnet Peyton Flanders, dyker upp och får jobbet. Hon flyttar in hos familjen och börjar genast med subtila intriger att skapa konflikter i familjen. Claires vän, den framgångsrika fastighetsmäklaren Marlene Craven (Julianne Moore), är redan från början misstänksam och varnar Claire med orden: "The hand that rocks the cradle is the hand that rules the world."
I hemlighet ammar Peyton bebisen som efteråt vägrar dricka när Claire vill amma honom. Hon vinner också lilla Emmas förtroende och låter till exempel flickan titta på skräckfilmer men förklarar att det måste förbli en hemlighet. Emma berättar i sin tur för Peyton att Marlene var Michaels ungdomskärlek. Då Emma berättar för Peyton att en pojke i skolan mobbar henne, fast Claire har klagat, och visar Peyton vem som pojken är, vrickar Peyton pojkens arm och hotar honom. Efteråt lämnar pojken Emma ifred och Emma avgudar Peyton som har hjälpt henne.
Emma är också bra kompis med familjens trädgårdsmästare, Solomon, som är mentalt handikappad. Hela familjen älskar Solomon men han får inte ta hand om bebisen. Peyton hatar Solomon, som i sin tur tycker illa om henne, och när han råkar se att hon ammar Joey måste hon bli av med honom. Hon berättar för Claire att hon tror att någon ofredar Emma och placerar Emmas underkläder i Solomons skåp. När Claire hittar underkläderna tror hon att Solomon har utnyttjat Emma och ger honom sparken. Emma blir förtvivlad, hon saknar Solomon och börjar hata sin mor. Peyton tröstar henne och påstår att Claire är avundsjuk.
Claire vill skicka iväg en avhandling som Michael skrivit, men Peyton stjäl brevet. Claire, som inte har märkt någonting, frågar Peyton om hon har släkt i Seattle. Hon vet redan att Peytons man och barn dog inom ett par dagar, men anar inte ännu vem Peyton är. Peyton påstår att hennes man blev mördad och att mördaren är ännu på fri fot. Men hon säger att hon tror att varje människa får det som hon förtjänar. Efteråt skyndar hon sig in i toalettrummet där hon råkar i raseri - man kan se hur galen hon redan är. Hon trasar sönder Michaels avhandling och spolar den ner i toaletten. När Claire ser att brevet är borta får hon en astmaanfall. Peyton som bevittnar anfallet vet nu att Claire är sjuk och kan utnyttja detta.
Michael blir besviken men förlåter Claire för hennes oaktsamhet.
Peyton föreslår Michael att arrangera en överraskningsfest åt Claire för att uppmuntra henne och tycker att Marlene kunde hjälpa honom arrangera allt. Michael nappar på idén och börjar tillbringar mycket tid med Marlene och svarar undflyende på Claires frågor om vad han gör. Claire blir misstänksam, särskilt efter att Peyton sagt henne att en man aldrig förlorar intresset för sin första kärlek. Till sist placerar Peyton Marlenes cigarettändaren i Michaels ficka. När Claire hittar tändaren tror hon att Michael är otrogen med Marlene och skriker åt honom: "You're fucking Marlene!" Tyvärr befinner sig överraskningsfestens gäster, även Marlene, i det angränsande rummet och hör Claires utbrott. Marlene lämnar huset sårad och arg.
Claire är olycklig och vill resa bort med familjen, utan Peyton, för att få avstånd. Hon har börjat fundera på varför det har hänt så mycket konstigt sedan Peytons ankomst. Peyton hör samtalet mellan Claire och Michael och bestämmer sig för att mörda Claire. Hon tror faktiskt att Emma och Joey är hennes barn och när hon i parken möter en småbarnsmamma som säger att Joey liknar henne är hon alldeles säker.
Peyton manipulerar därför taket i Claires växthus så att det ska störta in när någon öppnar dörren.
Emellertid kommer Marlene nu av en slump på vem Peyton är. Hon ska sälja dr Motts tomma hus och när hon betraktar en bild ser hon en leksak (i fönstret) som Peyton har givit Joey. I stadens arkiv läser rannsakar hon gamla tidningar och hittar en artikel om dr Motts begravning. Hon känner igen Peyton på en bild och kör genast till familjen Bartel. Claire är inte hemma och Peyton, som den arga Marlene har tilltalat som "mrs Mott", påstår att Claire är i växthuset. Marlene öppnar dörren, taket störtar in och hon dör. Peyton tömmer Claires inhalator och lämnar huset med Joey.
När Claire kommer hem hittar hon Marlenes döda kropp och får ett astmaanfall. Hon förlorar medvetandet och vaknar på sjukhus.
Efter sin hemkomst pratar Claire med Marlenes kollegor och frågar vad som hon gjorde innan hon rusade iväg. De visar Claire bilden av dr Motts hus. Claire kör till huset, ser barnkammaren, som ser precis ut som Joeys, och förstår vem Peyton är. Hon återvänder hem och ger Peyton sparken. Claire vill ringa polisen, men Michael betraktar det som överdrift. När Claire påminner honom om fällan i växthuset inser han dock hur farlig Peyton är.
Filmen slutar med en "showdown" mellan Claire och Peyton i husets vind. Claire simulerar ett astmaanfall och lyckas knuffa ned Peyton från taket. Peyton ramlar ner och dör. När hon ligger i gräset tittar Claire på henne med sorgsen min och verkar tycka synd om henne. Solomon, som har varit i närheten, dyker upp igen och Claire ger honom för första gången bebisen.

## Medverkande i urval
- Annabella Sciorra - Claire Bartel
- Rebecca De Mornay - Mrs. Mott / Peyton Flanders
- Matt McCoy - Michael Bartel
- Ernie Hudson - Solomon
- Julianne Moore - Marlene Craven
- Madeline Zima - Emma Bartel